# プラザ新琴似

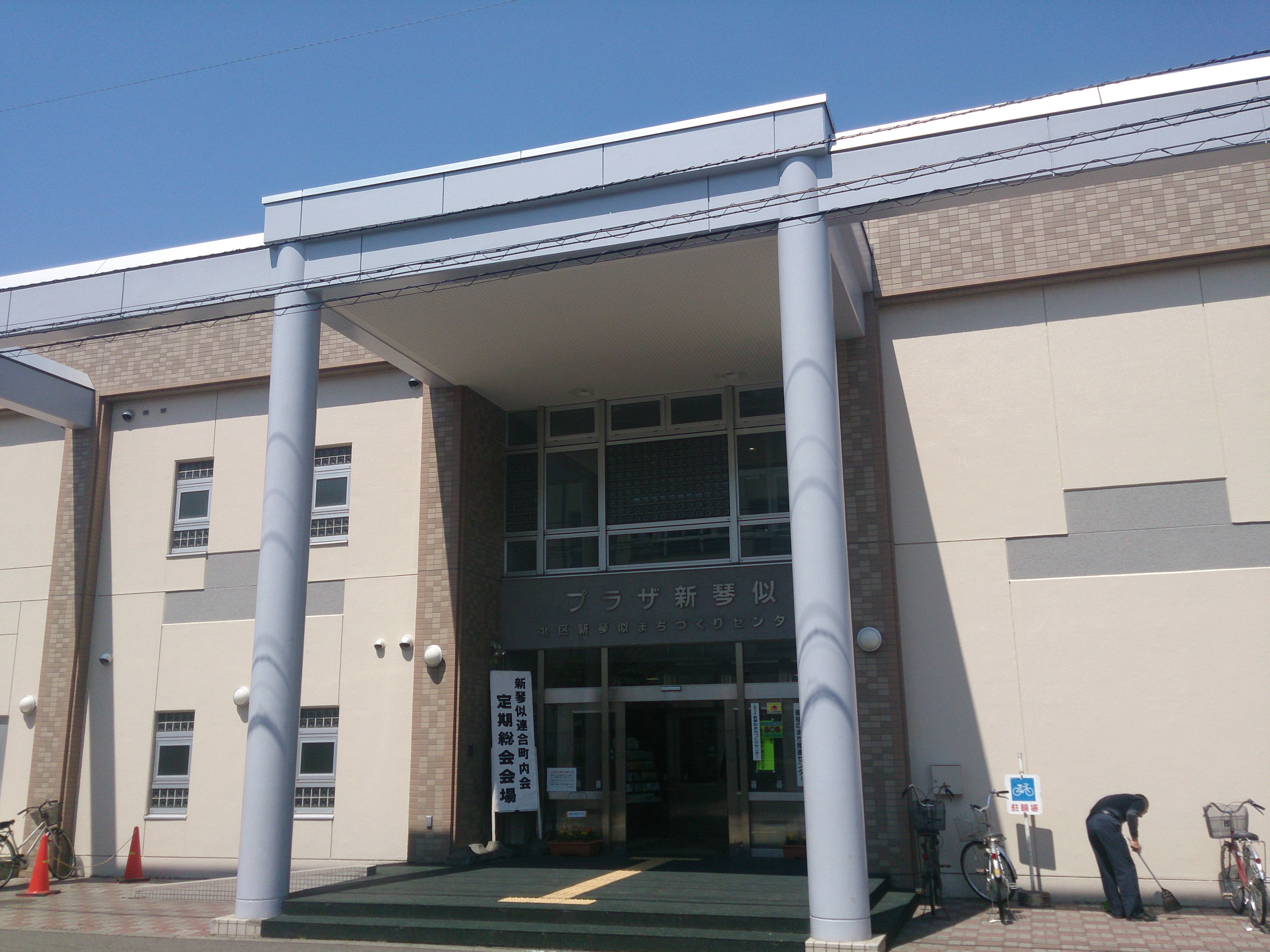
プラザ新琴似

プラザ新琴似（ぷらざしんことに）は、札幌市北区新琴似7条4丁目1番3号にある公共施設。
二階建ての建物で、1993年4月に竣工する。大ホール、会議室2室、和室3室、工芸室、調理実習室がある。
1階に、新琴似まちづくりセンターがあり、住民票や印鑑証明書の翌日交付などのサービスが行われている。
西5丁目樽川通に面しており、隣に札幌市新琴似図書館がある。

## アクセス
- 北海道中央バス（石狩・新川）新琴似8条3丁目バス停 徒歩1分
- JR新琴似駅 徒歩8分
- 札幌市営地下鉄南北線麻生駅 徒歩10分